# Svéd korona
A svéd korona (svédül: svensk krona) Svédország jelenlegi hivatalos pénzneme, váltópénze az öre (többesszáma svédül számnév után: öre, ha nem számnevet követ: ören; 1 korona = 100 öre).

## Története
A korona 1873-ban, a Skandináv Monetáris Unió létrehozásával lépett 1:1 arányban a korábbi svéd fizetőeszköz, a riksdaler riksmynt helyébe. A monetáris unió másik alapítója Dánia volt (itt a koronát kronénak hívták), majd 1875-ben csatlakozott Norvégia is (itt szintén krone volt a pénz neve). Az unió első világháborút követő felbomlása után a tagországok megtartották az addigi neveket az immár önálló valutáik számára.
A svéd bankjegyek és érmék forgalomba hozataláért a Sveriges Riksbank (Svéd Birodalmi Bank), az ország jegybankja felel.

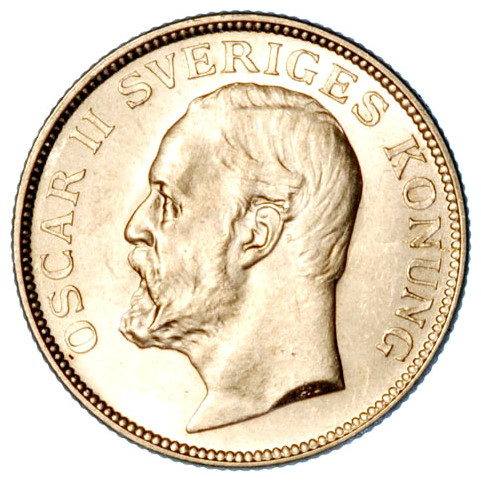
II. Oszkár svéd király 1906-os, ezüst 1 koronás érme előoldalán.
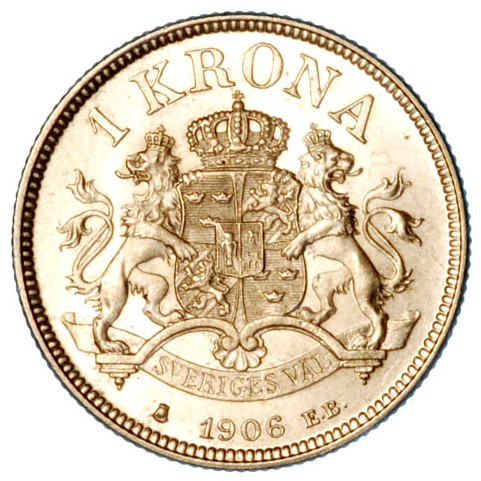
II. Oszkár svéd király 1906-os 1 koronás érméjének hátoldala.

### 2015-ös érme- és bankjegysorozat bevezetése
Új bankjegyeket és érméket 2013–17 között vezettek be. E szerint új kétkoronás érmét vertek, kivonták az 50 örés érmét és 200 koronás bankjegyet nyomtatnak.
A fóliacsík nélküli 50 és 1000 koronás bankjegyeket 2013. december 31-én vonták ki a forgalomból. 2015 októberében kibocsátották a 20, 50, 200 és 1000 koronás bankjegyeket. 2016 júniusában a fóliacsíkos 50 és 1000 koronás bankjegyeket vonták ki a forgalomból, a 20 koronás bankjegyekkel együtt. Négy hónappal később bevezették a 100 és 500 koronás bankjegyeket, illetve az 1, 2 és 5 koronás érmét. 2017 júniusában kivonták a forgalomból a régi 1, 2, 5 koronás érméket, és a 100 és 500 koronás bankjegyeket.
2015 decemberében megjelent újságcikkek szerint a készpénz használata egyre jobban csökken az országban. Vannak olyan üzletek és bankok, ahol nem fogadják el az érméket és papírpénzeket, sőt még az ATM-ek száma is elenyésző. Az okostelefonok elterjedése következtében okostelefon-alkalmazások segítségével tudnak fizetni. Ebben az évben a pénzforgalom mindössze 2%-a volt a készpénzes. A Swish rendszernek hála könnyedén lehet bárhol bankkártyával fizetni.

## Érmék
Jelenleg 1, 2, 5 és 10 korona névértékű érmék vannak forgalomban. Az egykoronás érme hagyományosan az aktuális svéd uralkodó arcképét hordozza az előoldalán, míg a hátoldalon egy korona vagy valamelyik svéd címer látható. Az ötkoronáson uralkodói névjel, a 10 koronáson pedig szintén a király portréja van. Az uralkodói mottót is feltüntetik (XVI. Károly Gusztáv esetében: För Sverige – i tiden, azaz Svédországért – az időkkel).
| Névérték  | Műszaki paraméterek | Műszaki paraméterek | Műszaki paraméterek | Műszaki paraméterek                                        | Visszavonás |
| Névérték  | Átmérő              | Vastagság           | Tömeg               | Összetétel                                                 | Visszavonás |
| --------- | ------------------- | ------------------- | ------------------- | ---------------------------------------------------------- | ----------- |
| 50 öre    | 18,75 mm            | 1,8 mm              | 3,7 g               | 97% réz 2,5% cink 0,5% ón                                  | 2016        |
| 1 korona  | 25 mm               | 1,88 mm             | 7 g                 | 75% réz 25% nikkel                                         | 2016        |
| 5 korona  | 28,5 mm             | 2 mm                | 9,5 g               | gyűrű (46,5%): 75% réz 25% nikkel mag (53,5%): 100% Nikkel | 2016        |
| 10 korona | 20,5 mm             | 2,9 mm              | 6,6 g               | 89% réz 5% alumínium 5% cink 1% ón                         | 2016        |

### 2016-os sorozat
2016-ban új sorozatot bocsátottak ki. A 10 koronáson kívül mindegyik érmének megváltozott a mérete. Az érmék témája a „Svéd államfő”, vagyis XVI. Károly Gusztáv király. A sorozatban új címletként bevezetik a kétkoronást.
| Névérték  | Műszaki paraméterek | Műszaki paraméterek | Műszaki paraméterek | Műszaki paraméterek             | Dátumok    | Dátumok    |
| Névérték  | Átmérő              | Vastagság           | Tömeg               | Összetétel                      | Első veret | Kibocsátás |
| --------- | ------------------- | ------------------- | ------------------- | ------------------------------- | ---------- | ---------- |
| 1 korona  | 19,5 mm             | 1,79 mm             | 3,6 g               | réz-acél                        | 2016       | 2016       |
| 2 korona  | 22,5 mm             | 1,79 mm             | 4,8 g               | réz-acél                        | 2016       | 2016       |
| 5 korona  | 23,75 mm            | 1,95 mm             | 6,1 g               | északi arany, vagyis 90%-os réz | 2016       | 2016       |
| 10 korona | 20,5 mm             | 2,9 mm              | 6,6 g               | északi arany, vagyis 90%-os réz | 2016       | 2016       |

## Bankjegyek
A svéd jegybank megalakulása óta 1, 5, 10, 20, 50, 100, 200, 500, 1000 és 10 000 koronás címleteket bocsátott ki. 1 koronást utoljára 1940-ben, 5 koronást 1981-ben, 10 koronást 1990-ben, 10 000 koronást pedig 1958-ban bocsátottak ki. Az 500 koronás címletet csak 1985-ben, a 200 koronást pedig csak 2015-ben vezették be.

### 1988-as sorozat
| Névérték    | Méret       | Szín       | Leírás         | Leírás                                            | dátumok    | dátumok         | dátumok         |
| Névérték    | Méret       | Szín       | Előlap         | Hátlap                                            | kibocsátás | visszavonás     | elévülés        |
| ----------- | ----------- | ---------- | -------------- | ------------------------------------------------- | ---------- | --------------- | --------------- |
| 20 korona   | 130 × 72 mm | bíbor      | Selma Lagerlöf | Nils Holgersson Márton lúdon repül                | 1988       | 2016. július 1. | 2017. július 1. |
| 20 korona   | 120 × 67 mm | bíbor      | Selma Lagerlöf | Nils Holgersson Márton lúdon repül                | 1988       | 2016. július 1. | 2017. július 1. |
| 50 korona   | 120 × 77 mm | sárga      | Jenny Lind     | hárfa                                             | 1988       | 2016. július 1. | 2017. július 1. |
| 100 korona  | 140 × 72 mm | világoskék | Carl von Linné | méh beporozza a virágot                           | 1988       | 2016. július 1. | 2017. július 1. |
| 500 korona  | 150 × 82 mm | vörös      | IX. Károly     | Christopher Polhem                                | 1988       | 2016. július 1. | 2017. július 1. |
| 1000 korona | 160 × 82 mm | sárga      | Vasa Gusztáv   | Olaus Magnus 1555-ből való Északi népek című képe | 1988       | 2016. július 1. | 2017. július 1. |

### 2015-ös („kulturális utazás”) sorozat
2015-ben új bankjegysorozatot bocsátottak ki. Az új bankjegysorozatot azért vezették be, mert a korábbi bankjegysorozat már elavult, kevés biztonsági elemmel. Az új sorozatban szerepel már a 200 koronás bankjegy, amivel megkönnyítik a kiskereskedelmi tranzakciókat. Az új bankjegyek tervére versenyt rendeztek, és egy szakmai zsűri választotta ki a bankjegyeket 2012 áprilisában.
| Névérték    | Méret       | Szín          | Leírás           | Leírás             | Dátumok   | Dátumok          | Dátumok     |
| Névérték    | Méret       | Szín          | Előlap           | Hátlap             | Nyomtatás | Kibocsátás       | Visszavonás |
| ----------- | ----------- | ------------- | ---------------- | ------------------ | --------- | ---------------- | ----------- |
| 20 korona   | 120 x 66 mm | ibolya        | Astrid Lindgren  | Småland tartomány  | 2014      | 2015. október 1. | forgalomban |
| 50 korona   | 126 x 66 mm | sárga         | Evert Taube      | Bohuslän tartomány | 2014      | 2015. október 1. | forgalomban |
| 100 korona  | 133 x 66 mm | kék           | Greta Garbo      | Stockholm          | 2016      | 2016. október 3. | forgalomban |
| 200 korona  | 140 x 66 mm | zöld          | Ingmar Bergman   | Gotland            | 2014      | 2015. október 1. | forgalomban |
| 500 korona  | 147 x 66 mm | vörös         | Birgit Nilsson   | Skåne tartomány    | 2016      | 2016. október 3. | forgalomban |
| 1000 korona | 154 x 66 mm | szürke, barna | Dag Hammarskjöld | Lappföld           | 2014      | 2015. október 1. | forgalomban |

### Kereskedelmi bankok kibocsátásai
Svédországban, a korona pénzrendszerben egészen 1902-ig kereskedelmi bankok is bocsáthattak ki papírpénzt 10, 50, 100 koronás, valamint ritkábban 500 és 1000 koronás címletekben. A bankjegykibocsátás privilégiumával az alábbi kereskedelmi bankok rendelkeztek: Bohus Läns Enskilda Bank, Christianstads Enskilda Bank, Christinehamns Enskilda Bank, Enskilda Banken i Wenersborg, Gefleborgs Enskilda Bank, Göteborgs Enskilda Bank, Hallands Enskilda Bank, Helsinglands Enskilda Bank, Hernösands Enskilda Bank, Kalmar Enskilda Bank, Mälare Provinsernas Enskilda Bank, Norrbottens Enskilda Bank, Norrköpings Enskilda Bank, Örebro Enskilda Bank, Skaraborgs Läns Enskilda Bank, Skånes Enskilda Bank, Smålands Enskilda Bank, Stockholms Enskilda Bank, Sundsvalls Enskilda Bank, Uplands Enskilda Bank, 	
Westerbottens Enskilda Bank, Östergötlands Enskilda Bank.

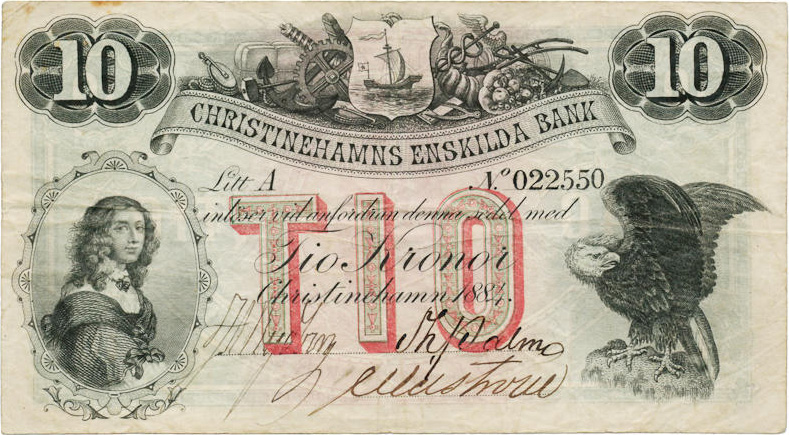
A Christinehamns Enskilda Bank kereskedelmi bank 1884-es 10 koronás bankjegye. Svédországban 1902-ig kereskedelmi bankok is bocsáthattak ki papírpénzt.
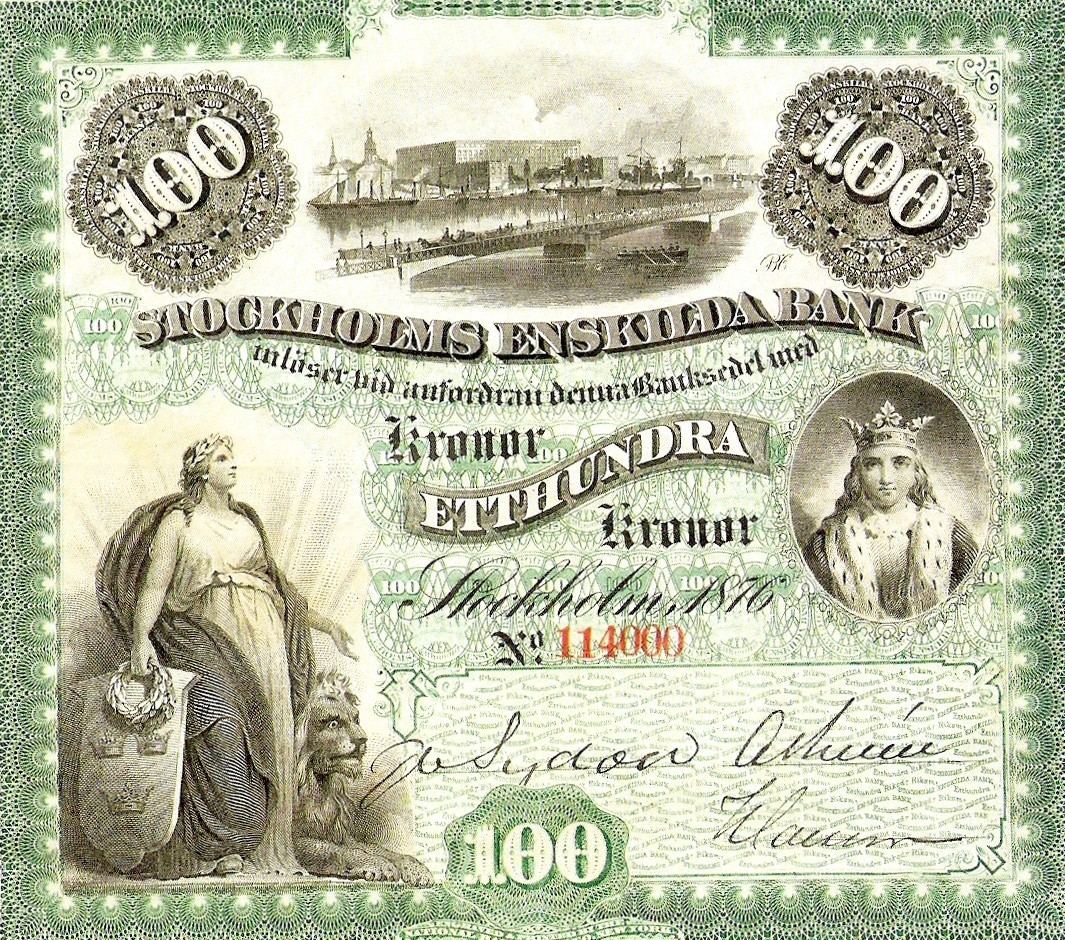
A Stockholms Enskilda Bank kereskedelmi bank 1876-os 100 koronás bankjegye. Mérete 140 x 121 mm, a svéd 50 és 100 koronásokat egészen 1965-ig ebben a méretben nyomtatták.
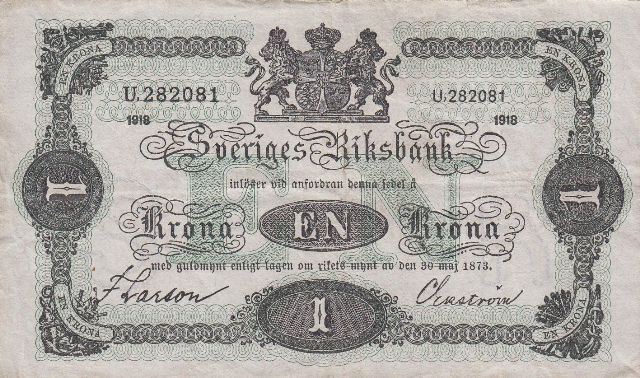
A svéd jegybank (Sveriges Riksbank) 1874 és 1940 között megszakításokkal kibocsátott 1 koronás bankjegye. A típust 1874–1875-ben 134 x 73 mm, míg 1914–1921, és 1938-1940 között 120 x 70 mm méretben nyomtatták.
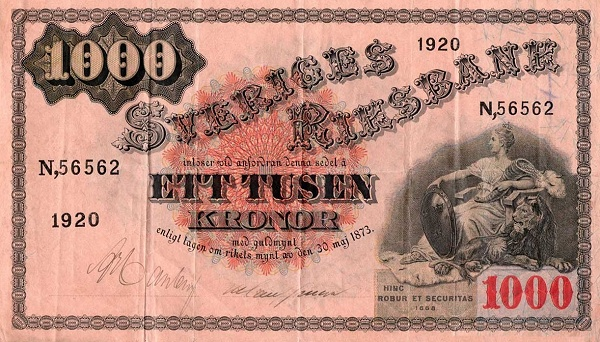
A svéd jegybank (Sveriges Riksbank) 1890 és 1950 között kibocsátott 1000 koronás Sittande Svea típusú bankjegye, mérete 210 x 120 mm.

## Történelmi árfolyamok
Az alábbi táblázatban néhány történelmi árfolyam van, amelyben 1 korona értéke van megadva forintban.
| dátum               | árfolyam (Ft)       |
| ------------------- | ------------------- |
| 1949. január 3.     | 3,27                |
| 1950. március 1.    | 2,27                |
| 1955. március 1.    | 2,27                |
| 1960. március 1.    | 2,27                |
| 1965. augusztus 16. | 2,27                |
| 1969. október 27.   | 5,80                |
| 1975. március 1.    | 4,94                |
| 1980. március 1.    | 7,65                |
| 1985. június 7.     | 5,73                |
| 1990. július 15.    | 10,74               |
| 1995. március 1.    | 15,22               |
| 2000. március 1.    | 30,41               |
| 2005. március 1.    | 26,72               |
| 2010. február 24..  | 27,6                |
| 2025. január 9.     | 36,01 (legmagasabb) |

2009. március 6-án történelmi mélyponton volt az árfolyama az euróhoz képest, ekkor 11,75 koronát adtak 1 euróért.